# Liberalitas

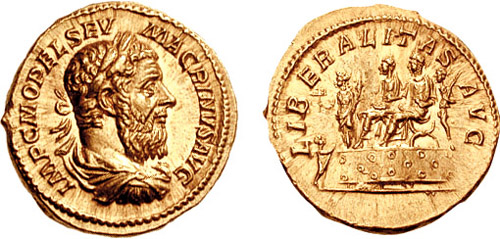
Aureus des Macrinus. Die Rückseite zeigt Liberalitas stehend, mit dem Füllhorn in der linken und dem Abakus in der rechten Hand.

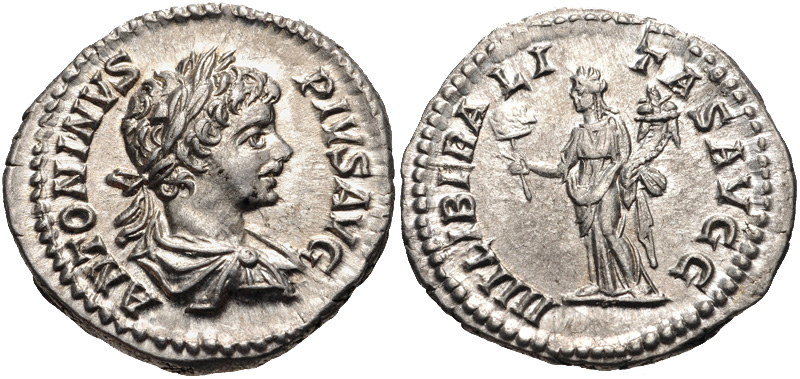
Denarius mit Caracalla auf der Vorderseite und Liberalitas auf der Rückseite.

Liberalitas (lat. Freigebigkeit) ist die Personifikation der Großzügigkeit und Wohltätigkeit und ihrer Bereitwilligkeit, zu geben, ohne dazu verpflichtet zu sein. Ihr wichtigstes Attribut war die Cornucopia (das Füllhorn).
In der frühen römischen Kaiserzeit entwickelte sich die Bezeichnung zu einem Wertbegriff und einer der Tugenden des Prinzipats, auf dem wiederum der Begriff der Liberalität fußt.

## Entstehung und Bedeutung
Die Liberalitas war die römische Personifikation von Freigebigkeit und Großzügigkeit. Die Tugend uneigennützigen Handelns gehörte zu den typisch römischen Moralvorstellungen und besaß eine lange Tradition.
In republikanischer Zeit unterschied man noch zwischen den Begriffen liberalitas und largitio, wobei letzterer das Schenken in den Vordergrund stellte.
Erstmals belegt ist die Begriffsentwicklung in Richtung der Congiarienverteilung unter Hadrian.

## Liberalitas principis
Mit Entstehung der Herrschaftsstruktur des Prinzipats in der frühen römischen Kaiserzeit wurde liberalitas zum Sinnbild für die wichtigen Herrschertugenden der Princeps, nämlich der kaiserlichen Großzügigkeit und der Organisation der Getreideversorgung Roms (annona), wodurch sie Elemente der Libertas erhielt. Zunächst bezeichnete liberalitas die kaiserliche Getreidespende (congiarium) allein; ab Antoninus Pius auch die Donative für die Soldaten. Schließlich erweiterte sich die Bedeutung um Schuldenerlass, Steuernachlass, Katastrophenhilfe, Bautätigkeit für das Allgemeinwohl sowie Veranstaltung von Spielen. Ab dem 3. Jahrhundert verschmolzen nach Körner (Philippus Arabs) die libertas- und liberalitas-Vorstellungen in zunehmendem Maß.
Unter Caesar erlangte der Begriff erstmals politische Bedeutung, da er diese Tugend besonders in den Vordergrund rückte. Er stellte sich damit bewusst gegen jene Personen der Vergangenheit, mit denen er verglichen wurde, wie beispielsweise Sulla. Mit einher ging in der Wortbedeutung die Verschmelzung von Tugend und Geschenk, wobei der ethische Hintergrund als Auslöser des Handelns präsent blieb. Erst ab dieser Zeit kann man von einer tatsächlichen Personifikation im Sinne der Versinnbildlichung einer Idee der Liberalitas sprechen. Als Attribut dachte man der Liberalitas das Füllhorn zu.

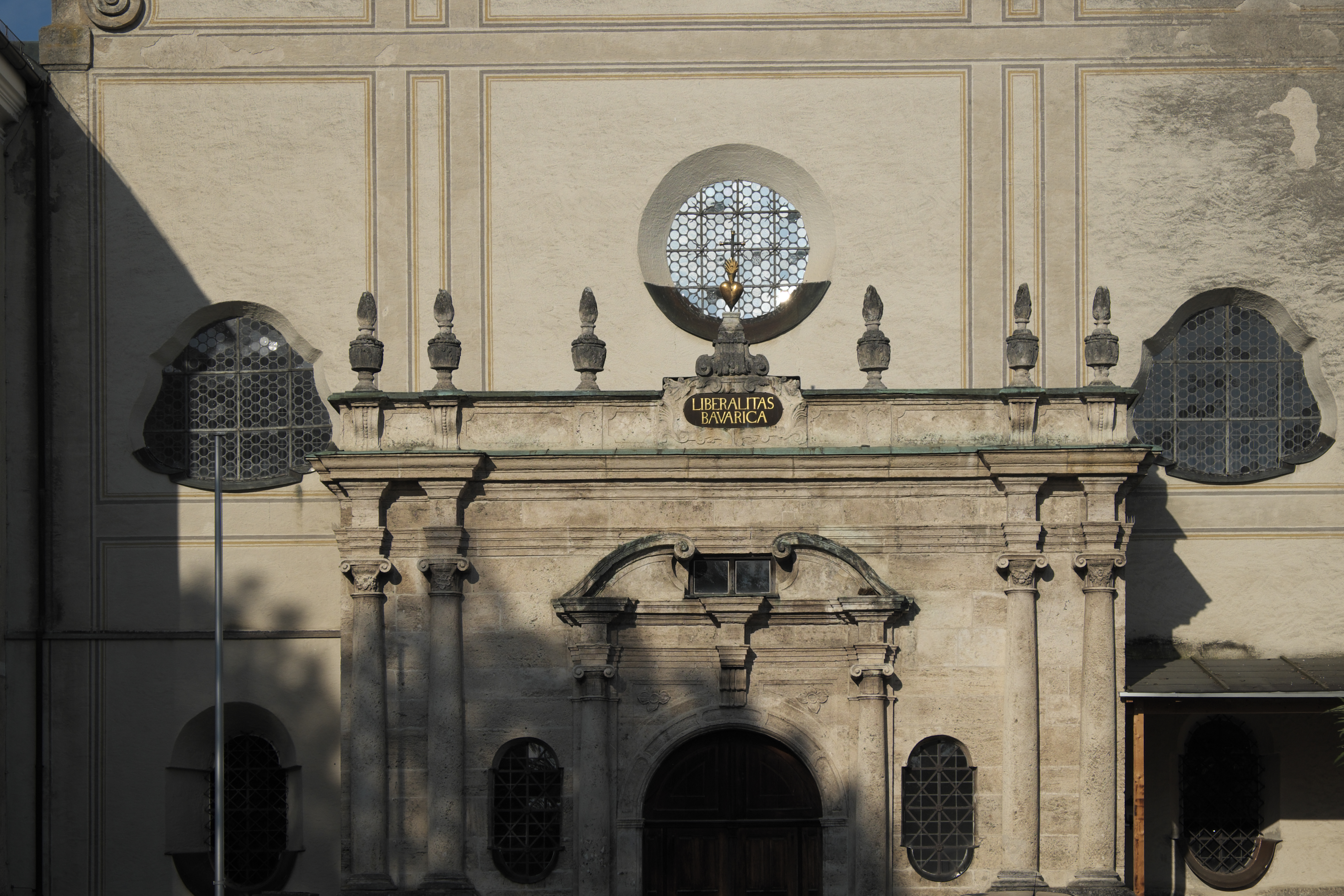
Inschrift Liberalitas Bavarica über dem Eingang der Klosterkirche in Polling

Auch Caesars Zeitgenosse Cicero, der ein ambivalentes Verhältnis zu Caesar unterhielt, widmete sich dem Begriff. Aus seiner Sicht gehören beneficentia (Guttätigkeit, Wohltätigkeit) und liberalitas zusammen und vereinen sich zu der sozialen Tugend (virtus) der iustitia
Mit dem Kaiserreich wurde Liberalitas zu einem Charakteristikum der Herrscher. Dementsprechend zeigen die häufigen Darstellungen der Freigebigkeit auf Münzen stets die Getreideverteilung – entweder Liberalitas mit Füllhorn oder den Kaiser beim Akt des Verteilens.
In der Spätantike wandelte sich unter dem Einfluss des Christentums der Begriff in die Liberalitas Dei (Gnade Gottes) um, die auch juristisch von Bedeutung (erwähnt unter anderem im Codex Iustinianus) wurde.
Der Freistaat Bayern hat Liberalitas Bavarica als obersten Leitsatz gewählt. Später wurde dies von Georg Lohmeier sogar noch in Liberalitas Bavariae abgeändert. Freilich nicht als Leitsatz, sondern als erweiterte Forderung.
Der damalige bayerische Ministerpräsident Franz Josef Strauß definierte in seiner Regierungserklärung vom 10. Dezember 1986 die Liberalitas Bavarica im Landtag wie folgt:

„Diese Liberalitas Bavarica war immer eine Haltung
- der Offenheit, aber auch des Maßes,
- der Aufgeschlossenheit, aber auch des sorgfältigen Prüfens,
- des Gewährenlassens, aber auch des untrüglichen Sinnes für notwendige Ordnungen.

Diese Geisteshaltung kennzeichnet bayerisches Leben. Sie hat sich in Politik und Kultur Bayerns ihren
Ausdruck geschaffen. Die Staatsregierung und ich persönlich stehen in dieser historischen Kontinuität,
wir werden sie wahren und weitertragen.“

## Münzen
Auf römischen Kaisermünzen wird Liberalitas als Personifikation der Freigebigkeit mit Füllhorn in der einen und Zählbrett (Abakus) in der anderen Hand dargestellt. Das Rechenbrett deutet auf die Congiarien, die kaiserliche Güterspende an das Volk. Auf Münzen der Kaiserzeit seit Kaiser Hadrian wird sie auch als stehende Figur in langem Gewand dargestellt, meist im Rahmen einer Verteilungsszene mit Kaiser und Gefolge.